# Carlos Leal (astrónomo)
Carlos Leal es un astrónomo venezolano, nacido en la ciudad de Carora, estado Lara, el 13 de diciembre de 1978. Egresado de la Universidad de Los Andes en el año 2003, con el título de Licenciado en Física, siendo su tutor el Dr. Ignacio Ferrin. En la Universidad Politécnica Territorial de Estado Mérida “Kleber Ramírez” (UPTM), egresado del Programa de Estudios Abiertos en el año 2018, con el título de Magister Scientiae en Ecología del Desarrollo Humano. En el año 2021 obtiene el título de Doctor en Gestión para la Creación Intelectual, en la Uptm. Tanto se maestría y doctorado es tutoriado por la Dra. Leticia Mogollon.  
El Centro de Planetas Menores le acredita el descubrimiento de nueve asteroides, durante el 2003 en colaboración con Ignacio Ramón Ferrín Vázquez, su profesor de física de la Universidad de las Andes de Mérida.
Comienza su vida profesional como docente a dedicación exclusiva en la universidad de Oriente (UDO), departamento de física (2004-2005) y Universidad Nacional Experimental de los Llanos occidentales (UNELLLEZ), programa de ciencias del agro y el mar (2005-2006).
Desde el año 2008 se desempeña como Profesional Asociado a la Investigación en el Instituto Venezolano de Investigaciones Científicas (IVIC), ingresando a la Unidad de Tecnología Nuclear (UTN) en el Laboratorio Secundario de Calibración Dosimetrica (LSCD), hasta el año 2014. 
Entre el año 2012 a 2014 es Coordinador y Fundador del Centro Nacional de Tecnologías Ópticas (CNTO), perteneciente a la Centro de Investigaciones de Astronomía "Francisco J. Duarte" (CIDA). En el año 2014 se traslada a la Ciudad de Mérida al Centro Multidisciplinario de Ciencias, Laboratorio de Óptica Aplicada hasta el año 2023, cuando se crea el Centro de Agricultura Tropical (CAT), actualmente trabaja en el Laboratorio de Agricultura de Precisión y Economía Verde. 
Participante en 22 cursos nacionales e internacionales, 46 congresos nacionales e internacionales, con 33 publicaciones, 20 proyectos de investigación, tutor de 10 proyectos de tesis finalizadas en la Universidad de Los Andes Departamento de Física. Facultad de Ingeniería, escuela de ingeniería Electricista. Universidad Politécnica Territorial del Estado Mérida,  Programa Nacional de Formación en Radioimagenología, jurado del Postgrado en Química de Medicamentos de la Facultad de Farmacia y Bioanálisis de la ULA. Actualmente dirigiendo 6 proyectos de tesis entre pregrado y postgrado en la Universidad de Los Andes, Facultad de Ciencias, departamento de física, facultad de Ingeniería, escuela de Ingeniería Eléctrica y Posgrado Interdiciplinario en Química Aplicada. 
| 127870 Vigo           | 24 de marzo de 2003  |
| 128166 Carora         | 27 de agosto de 2003 |
| 149528 Simónrodríguez | 24 de marzo de 2003  |
| 159776 Eduardoröhl    | 2 de mayo de 2003    |
| 161278 Cesarmendoza   | 24 de marzo de 2003  |
| 196476 Humfernandez   | 2 de mayo de 2003    |
| 201497 Marcelroche    | 2 de mayo de 2003    |
| 366272 Medellin       | 30 de marzo de 2003  |
| 347940 Jorgezuluaga   | 30 de marzo de 2003  |